# Encyclopaedia Metallum
Encyclopaedia Metallum: The Metal Archives (cunoscut ca Metal Archives după URL sau simplu MA) este un site web care listează formații de diverse forme de muzică heavy metal. 
Encyclopaedia Metallum încearcă să ofere informații comprehensive despre fiecare formație, ca discografii, logouri, imagini, versuri, componențe, biografii, trivia și recenzii scrise de utilizatori. Site-ul are un sistem de trimitere de formații către arhivă. 